# Douglas DC-6
Die Douglas DC-6 ist ein viermotoriges US-amerikanisches Verkehrsflugzeug, das in den Jahren 1946 bis 1958 von der Douglas Aircraft Company hergestellt wurde.
Die DC-6 verfügte als erstes Flugzeug von Douglas über eine Druckkabine und konnte so – zusammen mit der Lockheed Constellation – ihre Vorgängerin, die DC-4, besonders auf den Langstrecken-Überseerouten ablösen. Sie zeichnete sich durch hohe Wirtschaftlichkeit sowie Zuverlässigkeit aus. Insgesamt wurden über 700 Flugzeuge dieses Typs gebaut, und einige sind noch heute im Einsatz. Die DC-6 wurde schließlich zur DC-7 weiterentwickelt, dem letzten Douglas-Passagierflugzeug mit Kolbenmotoren.
Bei der US Air Force wurde die DC-6 als C-118 Liftmaster bezeichnet, bei der US Navy als R6D.

## Geschichte

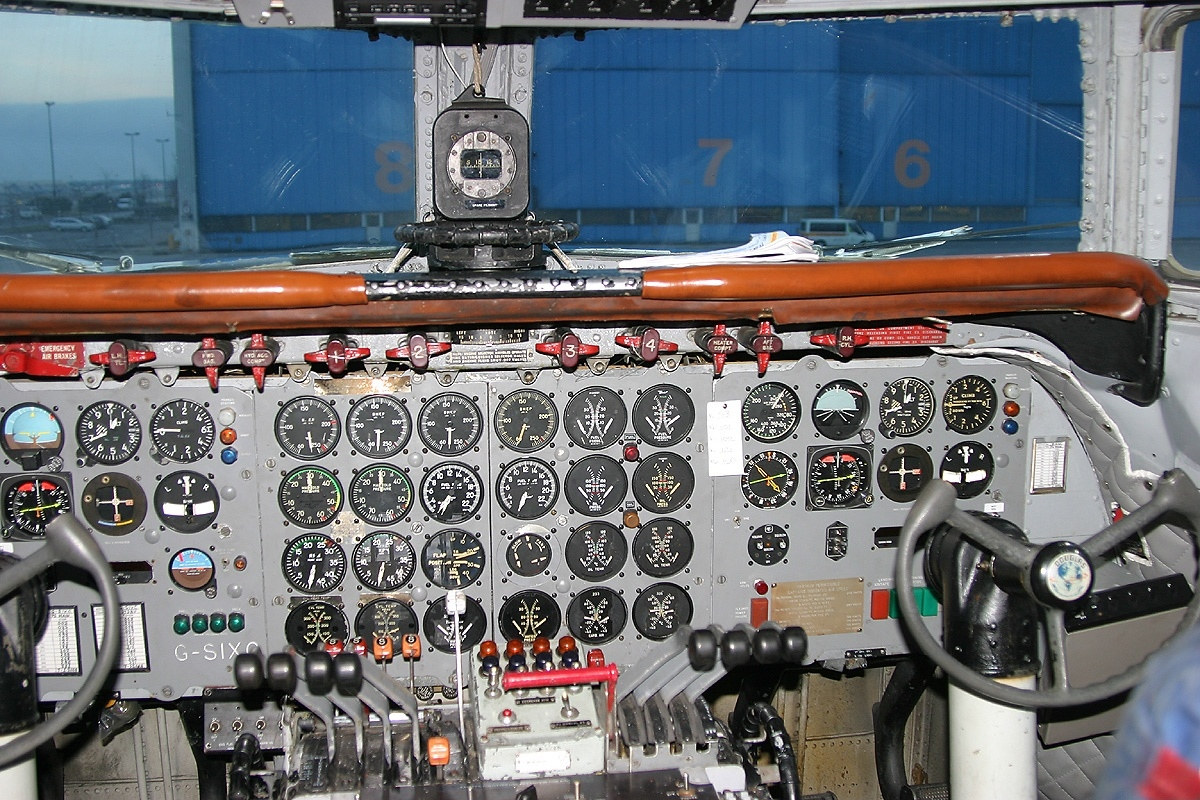
Cockpit einer Douglas DC-6

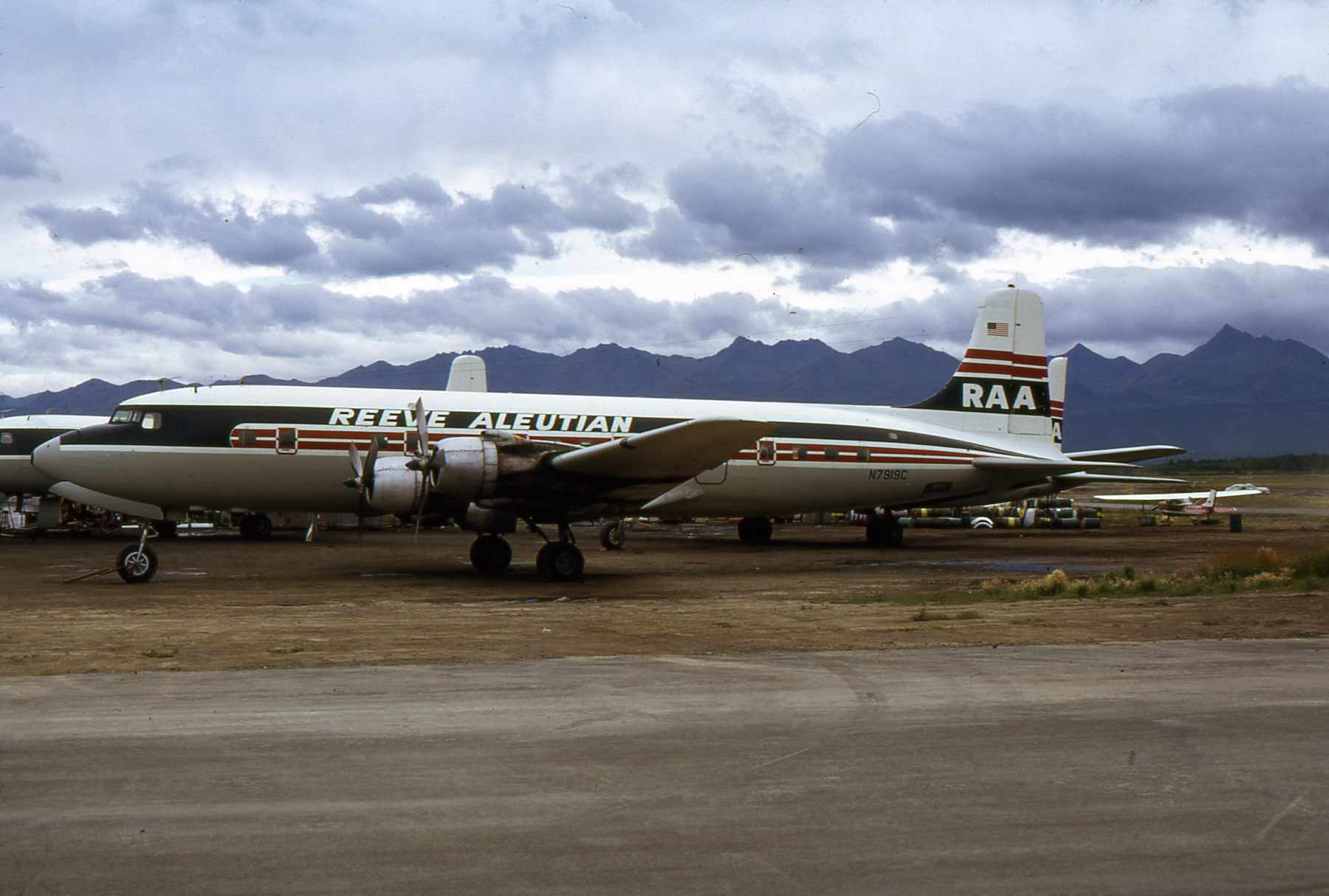
DC-6B der amerikanischen Reeve Aleutian Airways

Die DC-6 wurde ursprünglich auf Basis der DC-4 als militärisches Transportflugzeug geplant, dann jedoch als ziviles Langstrecken-Passagierflugzeug in Konkurrenz zur Lockheed Constellation eingesetzt. Die United States Army Air Forces beauftragten 1943 die Douglas Aircraft Company mit dem Bau einer größeren Transportmaschine auf Basis der bekannten Douglas DC-4 bzw. C-54. Das noch während des Zweiten Weltkriegs begonnene Projekt erhielt die Bezeichnung „XC-112“. Der Erstflug der „XC-112“ fand am 15. Februar 1946 statt. Das Flugzeug wies einen um 2,06 Meter verlängerten Rumpf gegenüber der DC-4 bzw. C-54 auf. Nach dem Kriegsende hatten die US-Streitkräfte keinen großen Bedarf mehr an Transportflugzeugen, so dass Douglas auch eine zivile Variante der Maschine baute und diese den Fluggesellschaften unter der Bezeichnung Douglas DC-6 anbot. Die zivile Maschine absolvierte ihren Erstflug am 29. Juni 1946. American Airlines bestellte als Erstkunde fünfzig Maschinen, die ab März 1947 ausgeliefert wurden und zunächst im Linienbetrieb zwischen Chicago und New York zum Einsatz kamen. Weitere Großaufträge folgten von United Air Lines und Eastern Air Lines.
Nachdem am 24. Oktober 1947 eine DC-6 auf dem United-Air-Lines-Flug 608 infolge eines Kabinenfeuers abgestürzt war und eine weitere Maschine am 11. November 1947 nach einem Brand notlanden musste, kamen die Fluggesellschaften einer Empfehlung der Luftfahrtbehörde Civil Aeronautics Board nach und setzten den Typ bis zur Klärung der Unfälle nicht mehr ein. Die Hauptursache war ein falsch platziertes Tankentlüftungsventil. Zudem fehlten im Betriebshandbuch (Aircraft Operating Manual) genaue Informationen zum Umpumpen des Treibstoffes zwischen den Tanks. Bei einem vom Hersteller nicht vorgesehenen Umpumpen in die rumpfnahen Alternate Tanks trat Treibstoff aus deren Entlüftungsventilen aus, lief an der Außenseite des Rumpfes entlang und drang über eine Zuluftöffnung in die Klimaanlage ein, wo er sich am Heizlüfter entzündete. Die Maschinen wurden modifiziert. Danach bewährte sich die DC-6 bei Fluggesellschaften auf der ganzen Welt und galt als das zuverlässigste Modell der Douglas-Propellerflugzeuge nach der DC-3.
Es wurden vier Varianten hergestellt: Aus der ursprünglichen DC-6 entstand 1949 die verlängerte Frachtversion DC-6A. Die erfolgreichste Version wurde das 1951 aus der DC-6A entwickelte Passagierflugzeug DC-6B. Die letzte Zivilversion war die DC-6C, die einen wahlweisen Passagier- oder Frachttransport erlaubte.
Während des Koreakriegs schaffte nun auch die US-Luftwaffe C-118-Maschinen an, die später wieder als zivile Maschinen verkauft wurden.
Die Air Force One des US-Präsidenten Harry S. Truman war eine C-118, die The Independence genannt wurde. Sie war die einzige gefertigte VC-118. Die VC-118A und VC-118B wurden bei der US Air Force und der US Navy zum Stabstransportdienst eingesetzt.
UN-Generalsekretär Dag Hammarskjöld kam am 18. September 1961 in der Nähe von Ndola beim Absturz einer DC-6B ums Leben.
Im Jahr 1989 landeten Reinhold Messner und Arved Fuchs mit einer DC-6 in der Antarktis und starteten ihre Wanderung zum Südpol.
Eine DC-6, die unter anderem mit dem Kennzeichen JY-ACE von der jordanischen Fluggesellschaft Air Jordan betrieben und dort auch vom jordanischen König Hussein geflogen worden war, wurde von 1969 bis 2003 als Flugzeugcafé Preußisch Oldendorf genutzt. Heute befindet sich die DC-6 in Bad Laer und konnte dort unter anderem als Standesamt genutzt werden.
Im Jahr 2000 fand der österreichische Flieger Siegfried Angerer die letzte gebaute Douglas DC-6B aus dem Jahre 1958. Sie hatte Marschall Tito als Jugoslawiens Präsidentenflugzeug gedient und fand in den 1970er Jahren auch in Sambia bei dessen Präsidenten Kenneth Kaunda Verwendung. Die beiden Maschinen gingen 1992 bzw. 1994 an Namibia Commercial Aviation, wurden restauriert und seitdem für Charterflugreisen innerhalb Namibias eingesetzt. Im Jahr 2000 wurde eine der beiden Maschinen an Flying Bulls in Österreich verkauft und restauriert.
Heute wird die DC-6 gelegentlich noch als billiges Transportflugzeug in Alaska, Südafrika oder Südamerika benutzt.

## Varianten

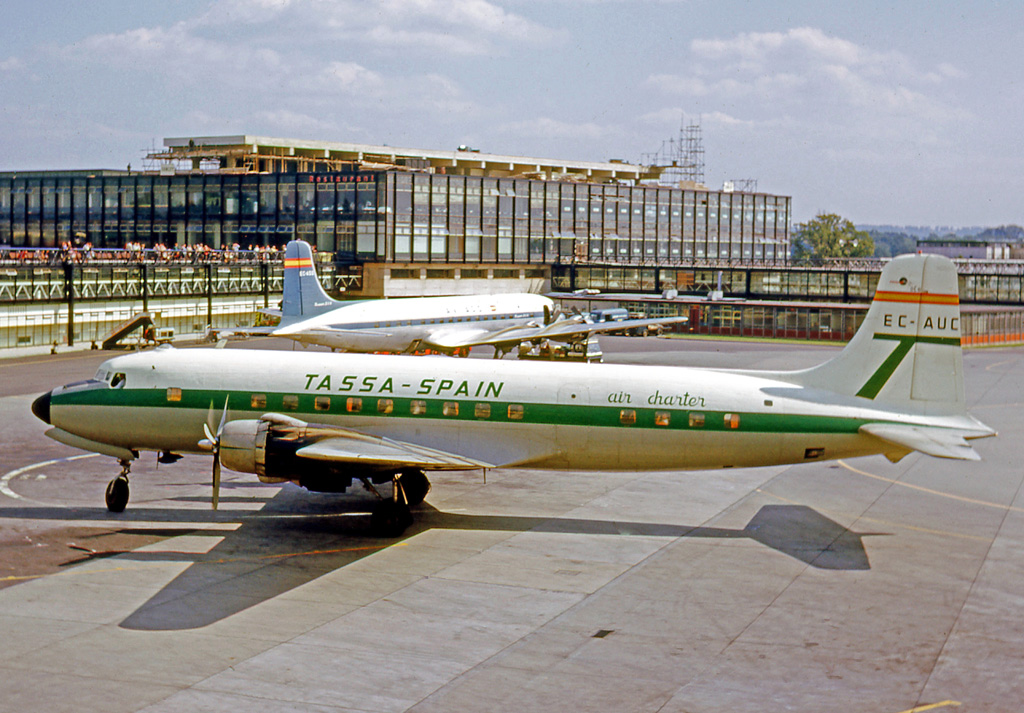
Die spanische TASSA betrieb den Prototyp XC-112 in den 1960er Jahren

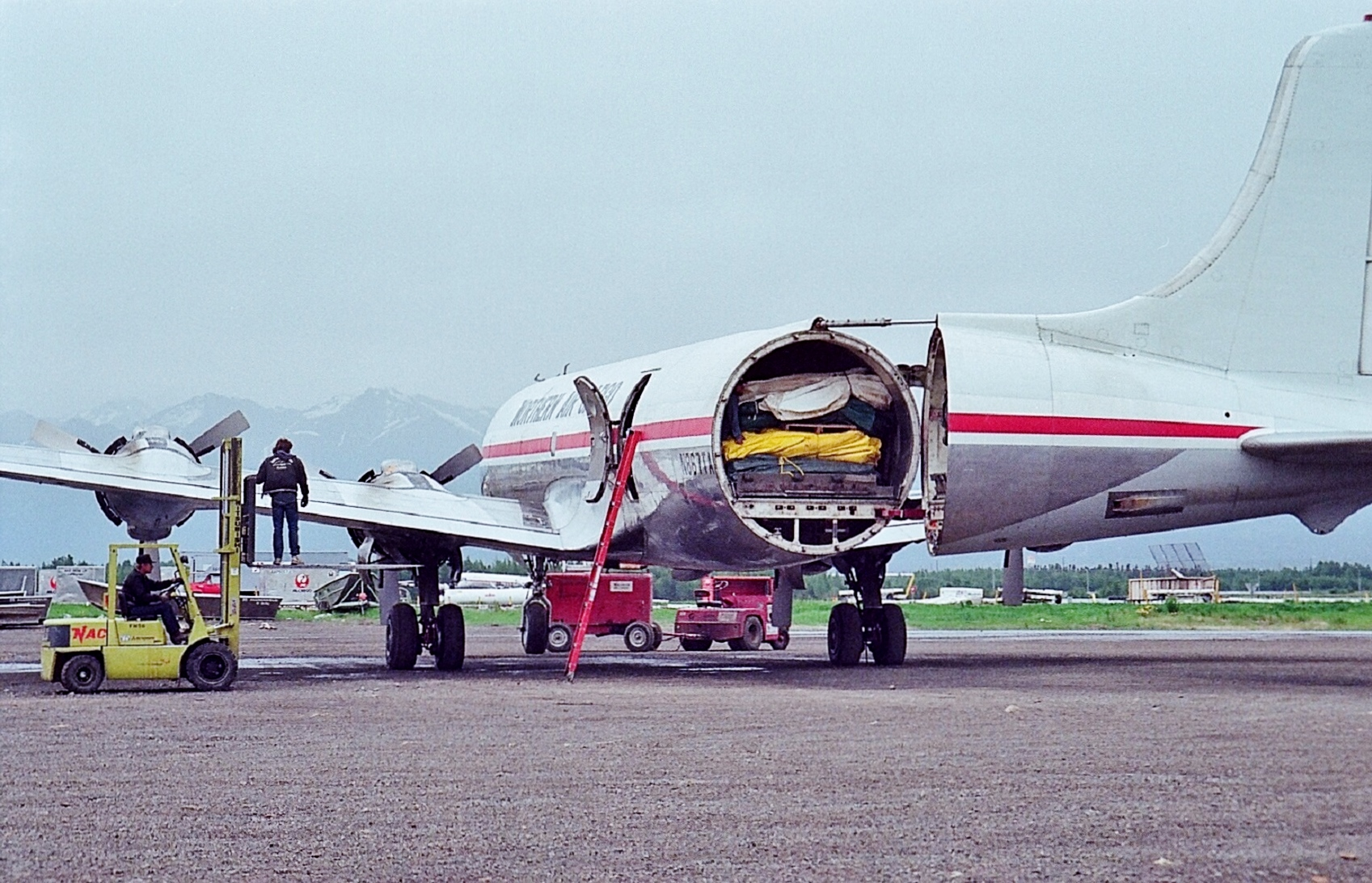
Die am 15. September 2001 verunglückte DC-6 „Swing tail“ der Northern Air Cargo, Juni 1989

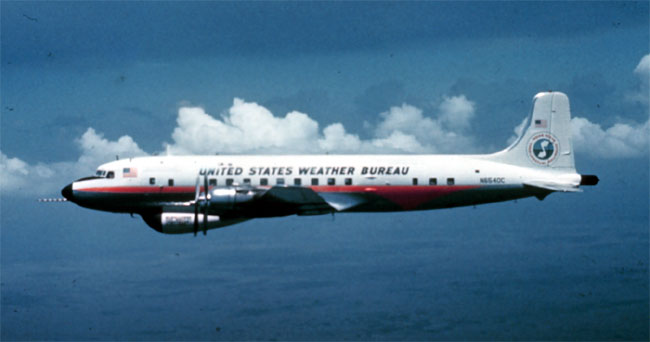
Douglas DC-6 des U.S. Weather Bureau (jetzt NOAA)

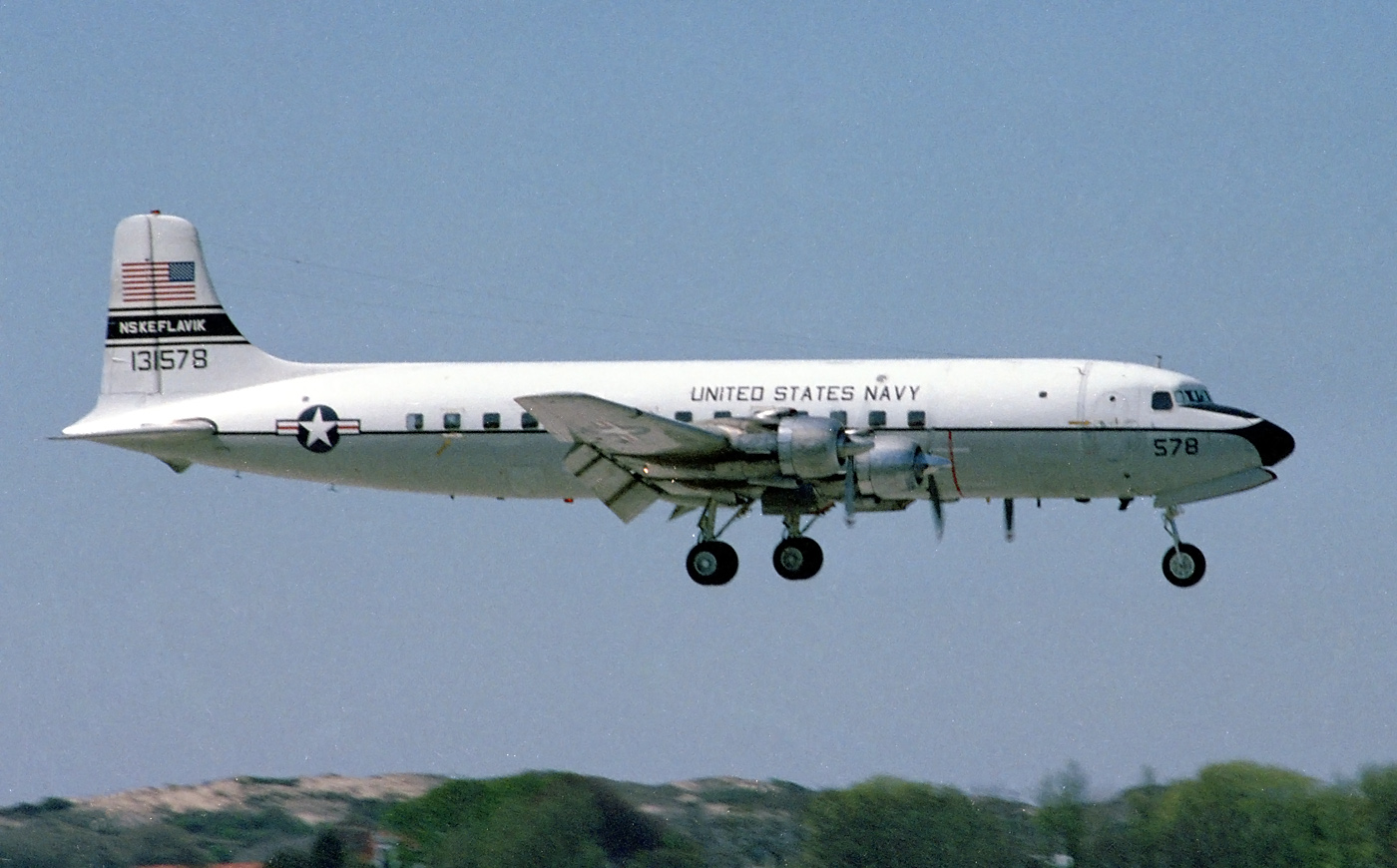
Douglas C-118B der US Navy, Militärflugplatz Valkenburg 1980

XC-112
Bezeichnung der US-Streitkräfte für eine verbesserte C-54 (DC-4), woraus der DC-6-Prototyp entstand. Das Flugzeug hatte eine Kabine mit Druckausgleich und vier R-2800-CA15-Motoren von Pratt & Whitney mit einer Leistung von je 1556 kW (2100 PS). Der Erstflug erfolgte am 15. Februar 1946.
DC-6
Aus der XC-112 entwickeltes ziviles Verkehrsflugzeug, geplant für 48 bis 52 Passagiere (bei maximaler Bestuhlung bis 86 Fluggäste). Der Erstflug fand am 29. Juni 1946 statt. Die erste Maschine wurde im März 1947 an American Airlines ausgeliefert, die sie ab April 1947 im Liniendienst einsetzte.
DC-6A
Reines Frachtflugzeug mit einem gegenüber dem Grundmodell um 1,52 Meter verlängerten Rumpf ohne Fenster, ausgestattet mit einem verstärkten Kabinenboden und zwei Frachttüren auf der rechten Seite. Die DC-6A besaß verbesserte Triebwerke mit einer Leistung von je 1760 kW (2400 PS) und eine größere Reichweite. Der Erstflug erfolgte am 29. September 1949 (73 gebaute Maschinen).
DC-6B
Passagierflugzeug mit Kabinenfenstern auf Basis der DC-6A, geplant für 54 Passagiere (bei maximaler Bestuhlung bis 102 Fluggäste), jedoch ohne verstärkten Kabinenboden und ohne Frachttüren. Der Erstflug fand am 2. Februar 1951 statt; die erste Auslieferung erfolgte im April 1951 an United Air Lines. Spätere Versionen dieses Typs besaßen Triebwerke mit einer Leistung von je 1865 kW (2500 PS) sowie teilweise Zusatztanks, wodurch die Reichweite vergrößert werden konnte. Insgesamt wurden 288 DC-6B gebaut. Zwei davon wurden durch die belgische Fluggesellschaften Sabena zu DC-6B-ST („Swing tail“) umgebaut, die ein abklappbares Heck besaßen und somit auch als Frachtflugzeuge eingesetzt werden konnten.
DC-6C
War eine umwandelbare Version, die als Passagier- oder Frachtflugzeug genutzt werden konnte. Einige Maschinen der Serie DC-6A wurden bereits ab Werk mit Kabinenfenstern ausgeliefert, ohne die Versionsbezeichnung in DC-6C zu ändern. Erst als Douglas ab Mitte der 1950er-Jahre vermehrt gebrauchte Flugzeuge der Serien DC-6A und DC-6B für einen wahlweisen Transport von Fracht oder Passagieren umrüstete, wurde die Bezeichnung offiziell eingeführt.
C-118A
DC-6As für die United States Air Force, 101 gebaut
VC-118
eine als Flugzeug des US-Präsidenten umgebaute DC-6 mit 25 Sitzen und 12 Betten
VC-118A
als VIP-Transporter umgebaute C-118A
C-118B (R6D-1)
DC-6A für die United States Navy, vor 1962 als R6D-1 bezeichnet, 65 gebaut
VC-118B (R6D-1Z)
vier zu VIP-Transportern umgebaute C-118B

## Nutzung

### Zivile Nutzer

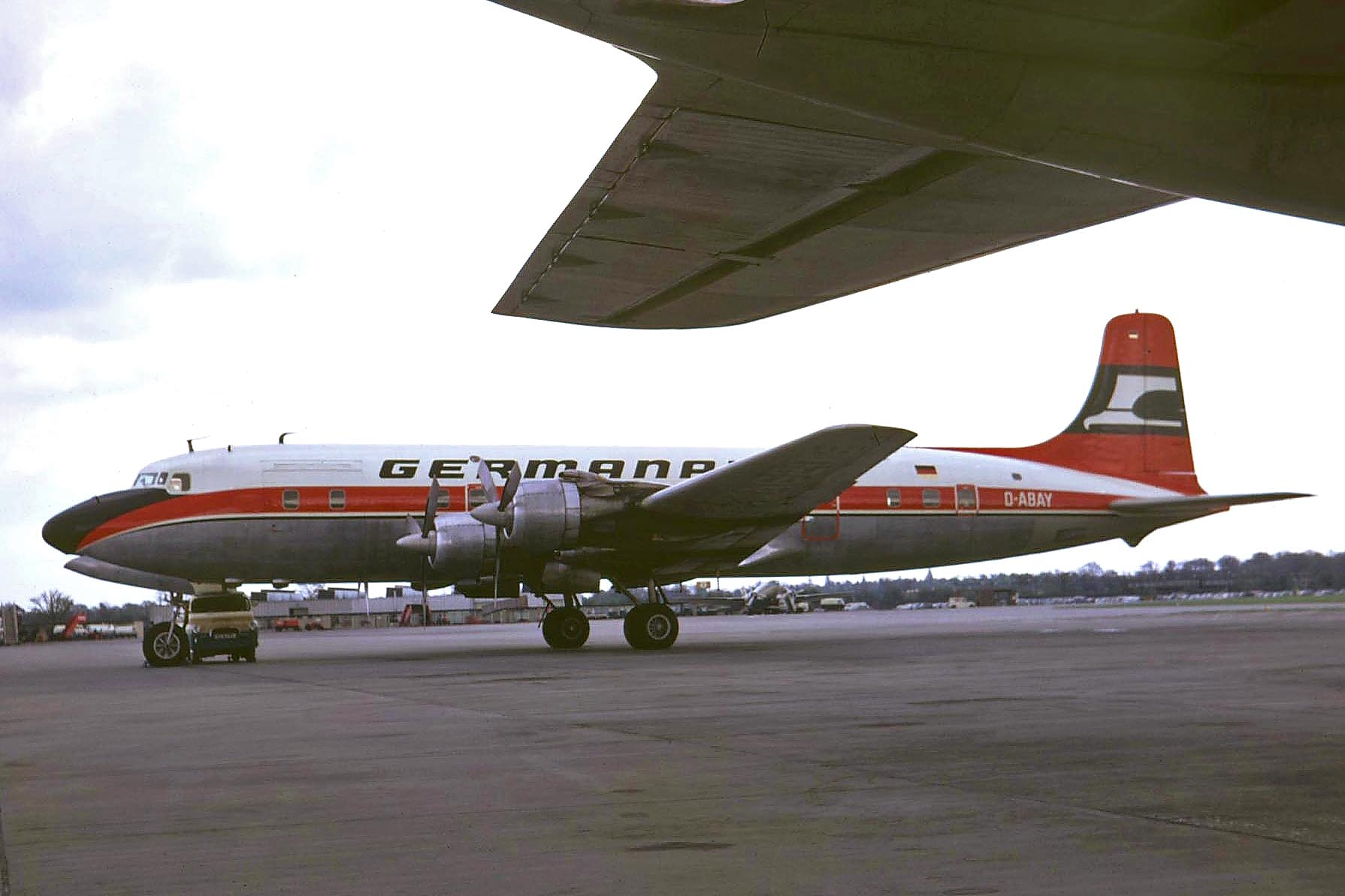
DC-6A der Germanair

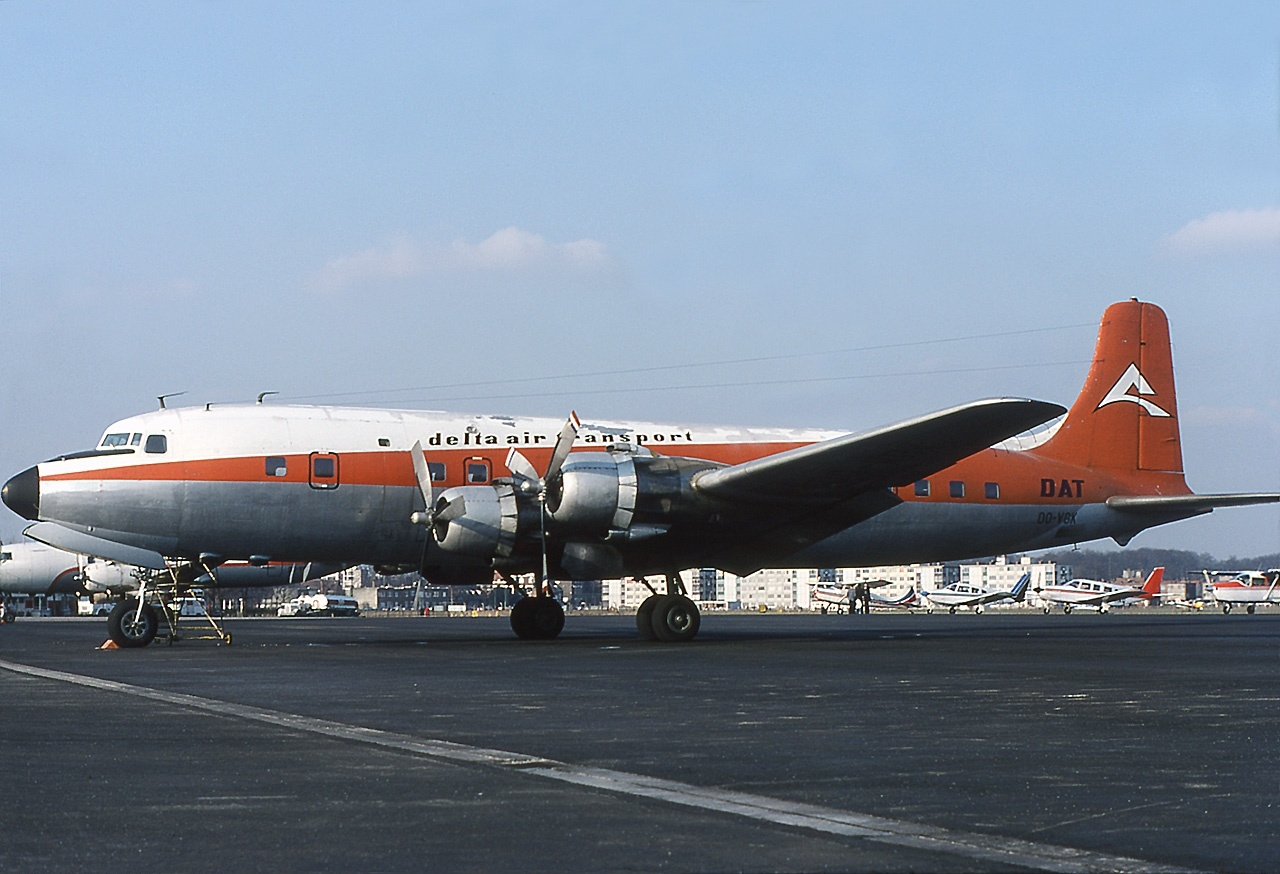
Eine Douglas DC-6B der Delta Air Transport im Jahr 1976

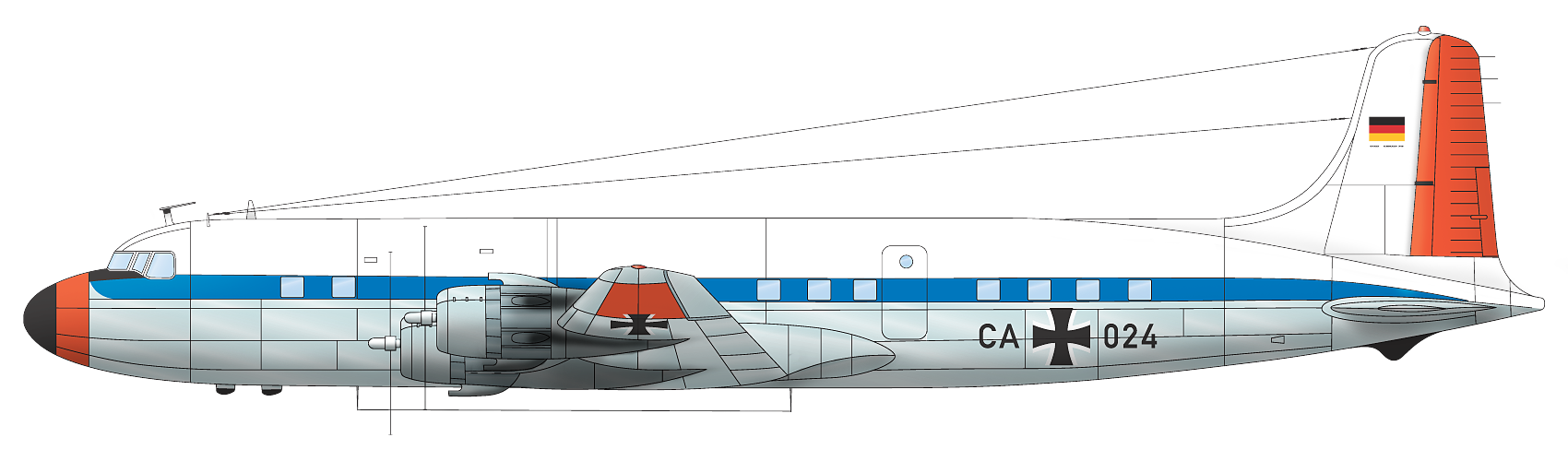
DC6B der Bundeswehr

#### Europa
Betreiber werksneuer Maschinen in Europa waren:
- 06 × AB Aerotransport (ABA)
- 01 × Aigle Azur
- 06 × Alitalia
- 04 × Det Danske Luftfartselskab (DDL)
- 02 × Hunting-Clan Air Transport
- 02 × Jugoslovenski Aerotransport (JAT)
- 17 × KLM Royal Dutch Airlines
- 08 × Linee Aeree Italiane (LAI)
- 03 × Olympic Airways
- 16 × Sabena
- 14 × SAS Scandinavian Airlines
- 03 × Svensk Interkontinental Lufttrafik AB (SILA)
- 07 × Swissair
- 05 × Transports Aériens Intercontinentaux (TAI)
- 02 × Union Aéromaritime de Transport (UAT)

### Militärische Nutzer
Militärische Betreiber in Europa waren:
- Belgische Luftstreitkräfte (1 × werksneu)
- Französische Luftstreitkräfte
- Französische Marineflieger
- Flugbereitschaft des Bundesministeriums der Verteidigung (1962–1969)
- Portugiesische Luftstreitkräfte
- Jugoslawische Luftstreitkräfte

### Militärische Produktion (USA)
Abnahme der C-118/R6D-1 durch die USAF/US Navy:
| Version | 1947 | 1948 | 1949 | 1950 | 1951 | 1952 | 1953 | 1954 | 1955 | 1956 | SUMME |
| ------- | ---- | ---- | ---- | ---- | ---- | ---- | ---- | ---- | ---- | ---- | ----- |
| C-112   |      | 1    |      |      |      |      |      |      |      |      | 1     |
| VC-118  | 1    |      |      |      |      |      |      |      |      |      | 1     |
| C-118A  |      |      |      |      |      | 17   | 1    | 20   | 61   | 2    | 101   |
| R6D-1   |      |      |      |      | 8    | 13   | 44   |      |      |      | 65    |
| SUMME   | 1    | 1    | 0    | 0    | 8    | 30   | 45   | 20   | 61   | 2    | 168   |

Etwa 50 C-118A wurden 1967 in VC-118A umgebaut.

## Zwischenfälle
Während der Einsatzzeit der DC-6 kam es von 1947 bis Januar 2019 zu 187 Totalverlusten des Flugzeugs, von dem 704 Exemplare gebaut worden waren. Bei 98 davon kamen 2203 Menschen ums Leben. Bei 87 der 187 Vorfälle waren dagegen keine Todesfälle zu beklagen. Der verlinkte Hauptartikel enthält eine vollständige Liste aller Totalverluste.

## Technische Daten der Douglas DC-6B

Dreiseitenriss

| Kenngröße             | Daten |
| --------------------- | --- |
| Besatzung             | 3 |
| Länge                 | 32,18 m |
| Spannweite            | 35,81 m |
| Höhe                  | 8,86 m |
| Flügelfläche          | 135,9 m²                                                                                                   |
| Flügelstreckung       | 9,4 |
| Leermasse             | 25.111 kg                                                                                                  |
| max. Startmasse       | 48.534 kg                                                                                                  |
| Antrieb               | vier luftgekühlte 18-Zylinder-Doppelsternmotoren Pratt & Whitney R-2800 Double Wasp (je 1760 kW / 2400 PS) |
| Höchstgeschwindigkeit | 580 km/h                                                                                                   |
| Reisegeschwindigkeit  | 509 km/h                                                                                                   |
| normale Reichweite    | 6240 km |
| Dienstgipfelhöhe      | 7620 m |
| Steigleistung         | 6,1 m/s |